# Petra Kvitová
Petra Kvitová (Bílovec, 1990. március 8. –) olimpiai bronzérmes, kétszeres Grand Slam-tornagyőztes cseh hivatásos teniszezőnő.
2006-ban kezdte profi pályafutását. Karrierje során egyéniben 31 WTA-tornán és hét ITF-versenyen diadalmaskodott eddig. Legjobb egyéni világranglista-helyezése a második volt, amelyet 2011. október 31-én ért el. 1999 óta, amikor Jana Novotná második volt a ranglistán, ő az első cseh teniszezőnő, akinek sikerült bejutnia a legjobb ötbe.
Legnagyobb sikere, hogy 2011-ben megnyerte a wimbledoni teniszbajnokságot, amelynek döntőjében Marija Sarapovát győzte le. Ugyanennek az évnek a végén sikerült diadalmaskodnia az év végi világbajnokságon is, a fináléban a fehérorosz Viktorija Azarankát felülmúlva. 2014-ben ismét megnyerte a wimbledoni tenisztornát. A 2016-os WTA Elite Trophy bajnokok tornáján az első helyet szerezte meg.
A 2016-os riói olimpián az elődöntőig jutott, és a bronzéremért játszott mérkőzésen három szettben győzött az amerikai Madison Keys ellen.
2016. decemberben otthonában rablótámadás érte, amelynek során késsel megsebesítették a bal kezét. Sérülése miatt 2017-ben fél év kihagyásra kényszerült. A 2017-es Roland Garroson az első fordulóban győzelemmel tért vissza, majd következő tornáján, a Wimbledont megelőző birminghami füves pályás versenyen már az elsőséget is megszerezte.
2023 júliusában összeházasodott a korábban szintén profi teniszező Jiri Vanekkel, aki hét éve az edzője.

## Magánélete
1990. március 8-án született Bílovec városában, Csehországban (akkor még Csehszlovákia). Apja Jiří Kvita, anyja Pavla Kvitová. Két bátyja van: Jiři és Libor. Gyermekkora alatt kedvenc játékosa az akkori női mezőnyben a szintén cseh Martina Navratilova volt.

## Játékstílusa
Kvitová balkezes játékos, ami nagy előnyére válik a pályán. Egyik nagy fegyvere a gyors szervája. Nagyon kemény és lendületes fonákja és tenyerese van. Állóképessége és lábmunkája is kiváló, ezenkívül legtöbbször kiegyensúlyozottan játszik az alapvonalról.

## Profi karrierje

### 2006–07: Bemutatkozó évei ITF-versenyeken
Kvitová a 2006-os évben csak kisebb ITF-versenyeken indult. Első tornáját Szegeden nyerte meg 2006 szeptemberében. Az év végén még hazai közönség előtt is nyert egy versenyt.
2007-ben négy ITF-tornán is sikerült győznie. Júliusban Stockholmban pedig először játszott mérkőzést egy WTA-torna főtábláján, de az első körben vereséget szenvedett. Augusztusban először vehetett részt egy felnőtt Grand Slam-verseny selejtezőjében, a US Openen, de nem sikerült feljutnia a főtáblára, mivel a második körben alulmaradt ellenfelével szemben.

### 2008
Az Australian Openen is selejtezőt játszott, de az első meccsén kikapott. Februárban, a selejtezőből feljutva a párizsi torna első fordulójában élete során először tudott győzni egy WTA-torna főtábláján, s rögtön egy top 30-as játékos, Anabel Medina Garrigues ellen. A második körben a negyedik kiemelt Jelena Gyementyjeva viszont túl erős volt neki, s két szettben kikapott.
Február végén karrierje addigi legnagyobb győzelmét érte el Memphisben, miután az első fordulóban legyőzte az első kiemelt, a világranglistán nyolcadik helyen álló Venus Williamset. A második fordulón viszont ezúttal sem sikerült túljutnia. Márciusban Miamiban először indult el egy Tier I-es torna selejtezőjében, s újra kiharcolta a főtáblára jutást, viszont az első körben kikapott az észt Kaia Kanepitől. Mivel április elején Spanyolországban újabb ITF-tornát nyert meg, április 14-én bekerült a Top 100-ba (98.) a világranglistán.
Ennek köszönhetően a Roland Garroson már alanyi jogon főtáblás volt, nem kellett selejtezőt játszania. Az első két meccsét játszmavesztés nélkül nyerte meg, majd a harmadik körben hatalmas csatában legyőzte a 12. kiemelt Szávay Ágnest is. A következő fordulóban viszont megállította őt Kaia Kanepi, de így is a negyedik fordulóig jutott élete első Grand Slam-főtábláján. A füves tornákon nem tudott mérkőzést nyerni, Eastbourne-ben és Wimbledonban is az első fordulóban búcsúzott. Legközelebb július elején, Budapesten tudott mérkőzést nyerni, ahol a negyeddöntőben a későbbi döntős Andreja Klepačtól kapott ki.
A US Openen már az első forduló után elbúcsúzott a tornától. Az év hátralevő részében a legjobb eredményét október közepén, a Tier II-es zürichi versenyen érte el, ahol a selejtezőből feljutva egészen a negyeddöntőig jutott. A világranglista negyedik helyén álló, második kiemelt szerb Ana Ivanovićtól kapott ki. A jól sikerült tornának köszönhetően október 20-án bekerült a Top 50-be (44.) is, s az évet ugyanebben a pozícióban zárta.

### 2009

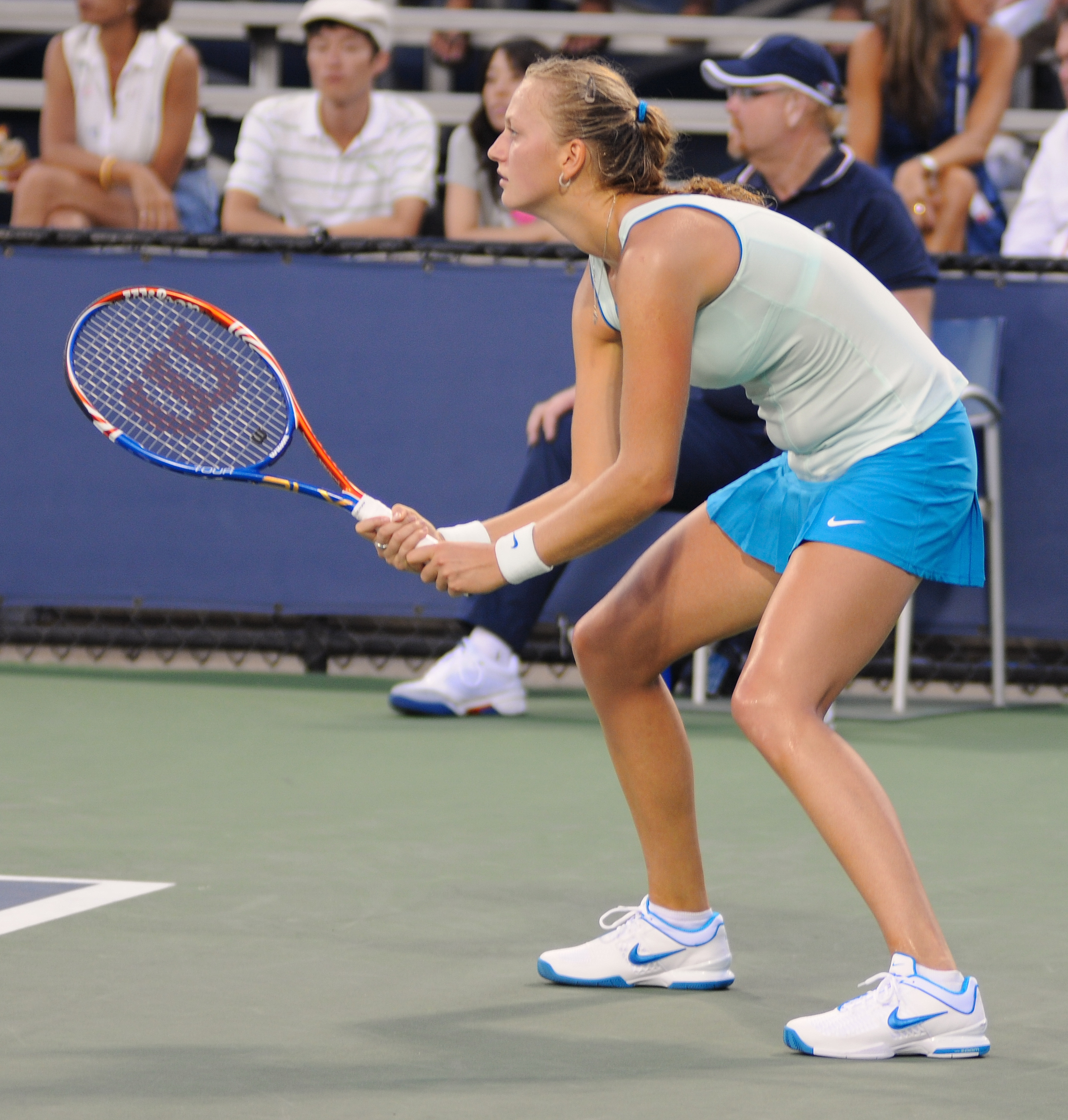
Kvitová a 2010-es US Openen

Kvitová a 2009-es évet Ausztráliában kezdte. Az év első versenyén, Brisbane-ben Ana Ivanović ellen játszotta első mérkőzését, akitől ezúttal is vereséget szenvedett. Következő tornáján, Hobartban viszont remekelt, és megnyerte élete első WTA-trófeáját. A döntőben honfitársát, Iveta Benešovát győzte le. Az Australian Openen viszont már az első fordulóban vereséget szenvedett a tizenharmadik kiemelt Viktorija Azarankától.
A következő két tornáján sem szerepelt jól, csak március közepén, Indian Wellsben tudott legközelebb mérkőzést nyerni. Itt a harmadik fordulóig jutott, ahol az orosz Vera Zvonarjova állította meg. A következő négy WTA-tornáján csak egy mérkőzést tudott megnyerni, a Roland Garrostól pedig kénytelen volt visszalépni bokasérülés miatt.
Az első fordulóban búcsúzott Wimbledonban is. A US Openen viszont ismét jobb formában játszott. Az első körben legyőzte a 27. kiemelt Alisza Klejbanovát, majd az olasz Tathiana Garbint is. A harmadik fordulóban a világelső Gyinara Szafina volt az ellenfele, akit nagy meglepetésre sikerült elbúcsúztatnia a tornától. A döntő szettben 6–5-nél Kvitová három mérkőzéslabdát is hárított, a rövidítést pedig ő bírta jobban, így 6–4, 2–6, 7–6(5)-ra nyert. A negyedik körben a belga Yanina Wickmayerrel is szoros mérkőzést játszott, ezúttal azonban ő maradt alul, 4–6, 6–4, 7–5 arányban.
Az év hátralévő részében még három tornán szerepelt Kvitová, s a legjobb teljesítményt októberben, Linzben nyújtotta. Egészen a döntőig jutott, miután három kiemeltet is legyőzött (Iveta Benešovát, Carla Suárez Navarrót és Agnieszka Radwańskát), de a fináléban Wickmayertől ismét vereséget szenvedett 6–3, 6–4 arányban.

### 2010
Hobartban nem sikerült megvédenie címét, mivel már a kvalifikáció során elbukott. Az Australian Openen megnyert egy mérkőzést, utána azonban sima vereséget szenvedett a későbbi győztes Serena Williamstől. Februárban, Memphisben az elődöntőben kapott ki az orosz Marija Sarapovától. Ezt követően ismét hullámvölgybe került, hónapokig alig tudott mérkőzést nyerni, s a Roland Garroson is már az első fordulóban vereséget szenvedett.
A wimbledoni versenyen viszont óriási meglepetésre az elődöntőig jutott. Sorrendben legyőzte Sorana Cîrsteát, a huszonharmadik kiemelt Cseng Csiét, a tizennegyedik kiemelt Viktorija Azarankát, a negyedik kiemelt Caroline Wozniackit, majd a negyeddöntőben hatalmas csatában, összesen öt mérkőzéslabdát hárítva elbúcsúztatta Kaia Kanepit is 4–6, 7–6(8), 8–6 arányban. Az elődöntőben viszont két szettben alulmaradt a későbbi győztes Serena Williamsszel szemben. Kiváló eredményének köszönhetően július 5-én először került be a legjobb harmincba a világranglistán.
Ezt követően megint hullámvölgybe került, mivel a következő öt tornáján mindenhol az első fordulóban esett ki. US Openen nyert legközelebb meccset, a harmadik fordulóban a későbbi győztes belga Kim Clijsterstől kapott ki két sima szettben. Az év hátralévő részében a legjobb eredménye egy Pekingben elért harmadik kör volt, ahol a világranglistán második Caroline Wozniackitól kapott ki.

### 2011: Első Grand Slam-győzelme – második a világranglistán

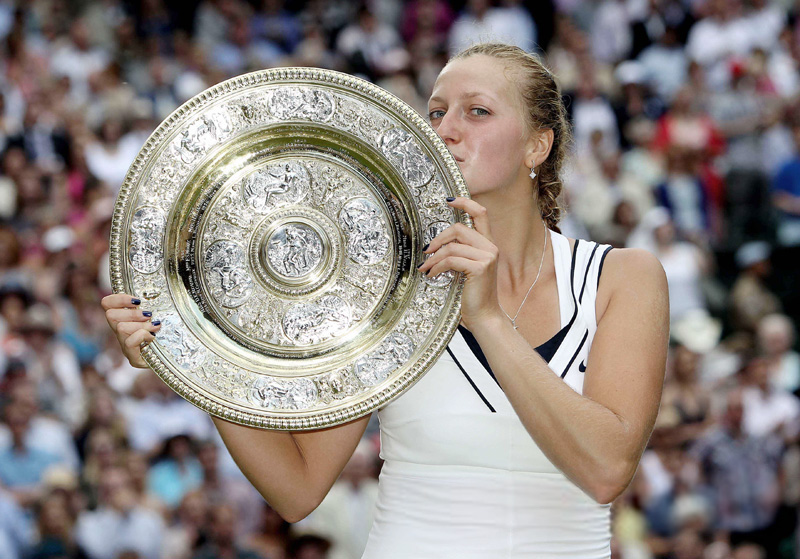
Kvitová első wimbledoni győzelme

Kvitová számára ez az év nagyon jól indult, mivel az év elején megrendezett brisbane-i versenyt megnyerte, a döntőben a német Andrea Petkovićot győzte le. Az Australian Openen két kiemeltet is búcsúztatott (Samantha Stosurt és Flavia Pennettát), de a negyeddöntőben az orosz Vera Zvonarjova megállította őt. Az Australian Open után, január 31-én bekerült a legjobb húszba (18.) a világranglistán.
Februárban, Párizsban megszerezte második tornagyőzelmét is a szezonban. A döntőben Kim Clijsterst győzte le 6–4, 6–3 arányban. A következő hetek kevésbé jól sikerültek. Dubajban az első fordulóban búcsúzott, Indian Wellsben a másodikban, Miamiban pedig a harmadik körben szenvedett vereséget.
Az európai salakpályás szezont Madridban kezdte, ahol ismét nem talált legyőzőre. A döntőben Viktorija Azarankát múlta felül 7–6(3), 6–4 arányban. A Roland Garroson a negyedik fordulóban búcsúzott, a későbbi győztes Li Nától kapott ki. Wimbledon előtt Eastbourne-ben a döntőig jutott, ahol szoros mérkőzésen vereséget szenvedett a francia Marion Bartolitól.
Wimbledonban érte el karrierje legnagyobb sikerét. Négy kiemelt (Roberta Vinci, Yanina Wickmayer, Cvetana Pironkova, Viktorija Azaranka) búcsúztatása után a döntőben legyőzte az ötödik kiemelt Marija Sarapovát is 6–3, 6–4-re, ezzel megnyerte élete első Grand Slam-trófeáját. Kvitová Martina Navratilova 1990-es győzelme óta az első balkezes játékos volt, aki megnyerte a wimbledoni tornát, és az első cseh teniszezőnő Jana Novotná 1998-as wimbledoni győzelme óta, aki Grand Slam-tornát nyert. Egyben ő az első Grand Slam-győztes teniszező a nők és a férfiak mezőnyében egyaránt, aki 1990-ben született.

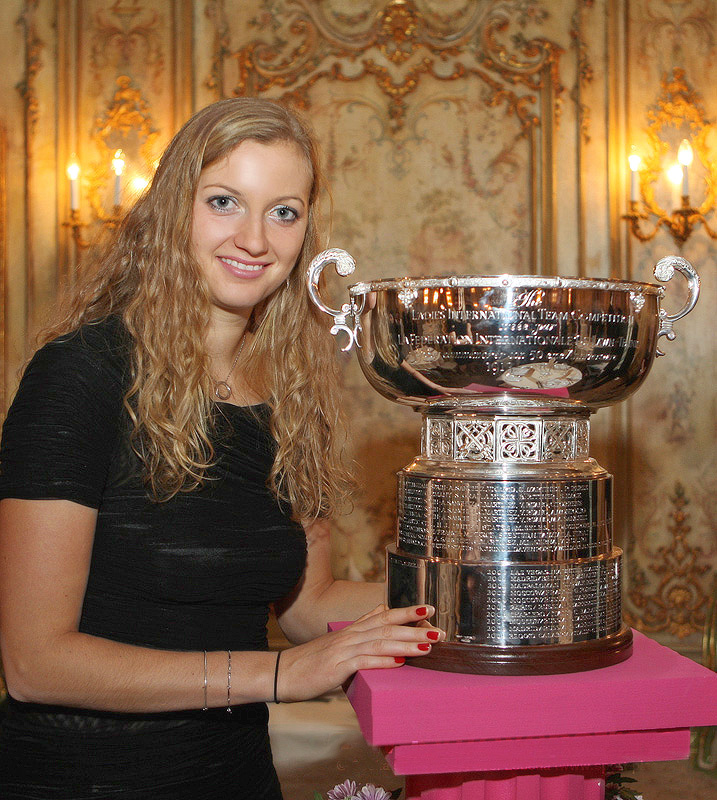
Kvitová 2011-es Fed-kupa győzelme

Torontóban és Cincinnatiben is Andrea Petković győzte le, mindkétszer a harmadik fordulóban. A US Openen már az első fordulóban búcsúzott, Alexandra Dulgheruval szemben maradt alul két játszmában. Tokióban elődöntős volt, ott Zvonarjova állította meg 7–6(2), 6–0-lal. Az év végén további két tornagyőzelmet szerzett még. Linzben a döntőben a szlovák Dominika Cibulkovát győzte le, majd az év végi isztambuli világbajnokságon is folytatta menetelését. A csoportkörök során két játszmában bizonyult jobbnak a világelső Caroline Wozniackinál, Vera Zvonarjovánál, majd Agnieszka Radwanskánál is. Az elődöntőben 5–7, 6–3, 6–3-ra győzte le a US Open-bajnok Samantha Stosurt, a döntőben pedig a fehérorosz Viktorija Azarankát is megverte 7–5, 4–6, 6–3 arányban, így veretlenül fejezte be a versenyt. A torna megnyerésével a világranglista második helyére került, és mivel ez volt a 2011-es év utolsó WTA-tornája, így másodikként is zárta az évet.
Kvitová a cseh Fed-kupa-csapat tagjaként hat mérkőzéséből hatot megnyert, ezzel hozzásegítette csapatát a 2011-es moszkvai Fed-kupa-döntő megnyeréséhez is, ahol az oroszok felett diadalmaskodott a cseh válogatott. Ezzel a győzelemmel Kvitová méltón zárta az évet. A szezon során nyújtott kiváló teljesítményének köszönhetően a WTA-nál ő lett az év játékosa és az év legtöbbet fejlődő játékosa, valamint ő kapta a sportszerűségi díjat is. A Nemzetközi Teniszszövetség (ITF) szintén őt választotta a 2011-es esztendő legjobb teniszezőnőjének.

### 2012
Kvitová az évet a Hopman-kupán kezdte, amelyet minden év januárjában rendeznek meg az ausztráliai Perthben. Csapattársa Tomáš Berdych volt. Kvitová megnyerte az összes egyéni mérkőzését a tornán. Legyőzte a bolgár Cvetana Pironkovát, az amerikai Bethanie Mattek-Sandsot, a világelső Caroline Wozniacki ellen 7–6(4), 3–6, 6–4 arányban diadalmaskodott, a döntőben pedig a francia Marion Bartolit 7–5, 6–1-re győzte le. Mivel a fináléban Berdych is megnyerte a mérkőzését, a cseh csapat megnyerte a tornát.
Első WTA-tornája az évben az Apia International Sydney volt. Második kiemeltként indult a versenyen, és a világelsőségért is harcolt, de a negyeddöntőben 1–6, 7–5, 6–2 arányban kikapott a későbbi döntős Li Nától, így nem sikerült a világranglista élére kerülnie.
Az Australian Openen második kiemeltként volt rangsorolva. Az első fordulóban sima két szettben legyőzte Vera Dusevinát, a második fordulóban három játszmában sikerült kiejtenie Carla Suárez Navarrót. A következő három körben legyőzte az orosz Marija Kirilenkot, a szerb Ana Ivanovićot,  a negyeddöntőben pedig az olasz Sara Erranit. Az elődöntőben az ellenfele az orosz Marija Sarapova volt, akit a 2011-es wimbledoni döntőben sikerült legyőznie, ezúttal azonban Sarapova visszavágott az akkori vereségért, és nagy csatában, 6–2, 3–6, 6–4 arányban megállította a cseh játékost.
Az Australian Open után visszalépett a dohai és dubai tornától Achilles-ín sérülése miatt. Az egy hónapos kihagyás után Indian Wellsben tért vissza, ahol a harmadik fordulóban vereséget szenvedett az amerikai Christina McHale-től 2-6, 6-2, 6-3 arányban.

## Grand Slam-döntői

### Egyéni

#### Győzelmei (2)
| Év   | Bajnokság | Ellenfél a döntőben | Döntő eredménye |
| 2011 | Wimbledon | Marija Sarapova     | 6–3, 6–4        |
| 2014 | Wimbledon | Eugenie Bouchard    | 6–3, 6–0        |

#### Elveszített döntői (1)
| Év   | Bajnokság       | Ellenfél a döntőben | Döntő eredménye  |
| 2019 | Australian Open | Ószaka Naomi        | 6–7(2), 7–5, 4–6 |

## Eredményei Grand Slam-tornákon

### Egyéni
| Grand Slam | Australian Open | Australian Open    | Roland Garros | Roland Garros        | Wimbledon   | Wimbledon        | US Open     | US Open            |
| Év         | Eredmény        | Utolsó ellenfél    | Eredmény      | Utolsó ellenfél      | Eredmény    | Utolsó ellenfél  | Eredmény    | Utolsó ellenfél    |
| 2007       | –               | –                  | –             | –                    | –           | –                | Selejtező   |                    |
| 2008       | Selejtező       |                    | 4. kör        | K. Kanepi            | 1. kör      | T. Perebijnyisz  | 1. kör      | V. Ruano Pascual   |
| 2009       | 1. kör          | V. Azaranka        | –             | –                    | 1. kör      | M. Kirilenko     | 4. kör      | Y. Wickmayer       |
| 2010       | 2. kör          | S. Williams        | 1. kör        | S. Ferguson          | Elődöntő    | S. Williams      | 3. kör      | K. Clijsters       |
| 2011       | Negyeddöntő     | V. Zvonarjova      | 4. kör        | Li Na                | Győzelem    | M. Sarapova      | 1. kör      | A. Dulgheru        |
| 2012       | Elődöntő        | M. Sarapova        | Elődöntő      | M. Sarapova          | Negyeddöntő | Serena Williams  | 4. kör      | M. Bartoli         |
| 2013       | 2. kör          | L. Robson          | 3. kör        | Jamie Hampton        | Negyeddöntő | Kirsten Flipkens | 3. kör      | Alison Riske       |
| 2014       | 1. kör          | Luksika Kumkhum    | 3. kör        | Szvetlana Kuznyecova | Győzelem    | Eugenie Bouchard | 3. kör      | Aleksandra Krunić  |
| 2015       | 3. kör          | Madison Keys       | 4. kör        | Bacsinszky Tímea     | 3. kör      | Jelena Janković  | Negyeddöntő | Flavia Pennetta    |
| 2016       | 2. kör          | Daria Gavrilova    | 3. kör        | Shelby Rogers        | 2. kör      | J Makarova       | 4. kör      | Angelique Kerber   |
| 2017       | –               | –                  | 2. kör        | B Mattek-Sands       | 2. kör      | Madison Brengle  | Negyeddöntő | Venus Williams     |
| 2018       | 1. kör          | Andrea Petković    | 3. kör        | Anett Kontaveit      | 1. kör      | A Szasznovics    | 3. kör      | Arina Szabalenka   |
| 2019       | Döntő           | Ószaka Naomi       | –             | –                    | 4. kör      | Konta Johanna    | 2. kör      | Andrea Petković    |
| 2020       | Negyeddöntő     | Ashleigh Barty     | Elődöntő      | Sofia Kenin          | elmaradt    | elmaradt         | 4. kör      | Shelby Rogers      |
| 2021       | 2. kör          | Sorana Cîrstea     | 2. kör        | Jelena Vesznyina     | 1. kör      | Sloane Stephens  | 3. kör      | María Szákari      |
| 2022       | 1. kör          | Sorana Cîrstea     | 2. kör        | Daria Saville        | 3. kör      | Paula Badosa     | 4. kör      | Jessica Pegula     |
| 2023       | 2. kör          | Anhelina Kalinyina | 1. kör        | E Cocciaretto        | 4. kör      | Unsz Dzsábir     | 2. kör      | Caroline Wozniacki |
| 2024       | –               | –                  | –             | –                    | –           | –                | –           | –                  |
| 2025       | –               | –                  | 1. kör        | Viktorija Golubic    | 1. kör      | Emma Navarro     |             |                    |

## Részvételei az év végi bajnokságokon
- NK=nem szerzett kvalifikációt; CSK=csoportkör; ND=negyeddöntő; ED=elődöntő; D=döntő; GY=győztes; ELM=elmaradt.

| Torna            | 2006          | 2007          | 2008          | 2009 | 2010 | 2011 | 2012 | 2013 | 2014 | 2015 | 2016 | 2017 | 2018 | 2019 | 2020 | 2021 | Gy–V  |
| ---------------- | ------------- | ------------- | ------------- | ---- | ---- | ---- | ---- | ---- | ---- | ---- | ---- | ---- | ---- | ---- | ---- | ---- | ----- |
| WTA Finals       | NK            | NK            | NK            | NK   | NK   | GY   | CSK  | ED   | CSK  | D    | NK   | NK   | CSK  | CSK  | ELM  | NK   | 10–14 |
| WTA Elite Trophy | nem rendezték | nem rendezték | nem rendezték | NK   | NK   | NK   | NK   | NK   | NK   | NK   | GY   | –    | –    | –    | ELM  | ELM  | 4–0   |

### Év végi bajnokságok döntői

#### Győzelmek (2)
| Év   | Helyszín                                      | Ellenfél a döntőben | Döntő eredménye |
| 2011 | WTA Tour Championships Isztambul, Törökország | Viktorija Azaranka  | 7–5, 4–6, 6–3   |
| 2016 | WTA Elite Trophy Csuhaj, Kína                 | Elina Szvitolina    | 6–4, 6–2        |

#### Elveszített döntő (1)
| Év   | Helyszín  | Ellenfél a döntőben | Döntő eredménye |
| 2015 | Szingapúr | Agnieszka Radwańska | 2–6, 6–4, 3–6   |

## WTA-döntői

### Egyéni

#### Győzelmei (31)
| Összesítés                                   |                              |
| Grand Slam-torna (2)                         |                              |
| Premier Mandatory (3)                        | WTA 1000 (kötelező)* (1)     |
| Premier Five (5)                             | WTA 1000 (nem kötelező)* (0) |
| Premier (11)                                 | WTA 500* (3)                 |
| International (4)                            | WTA 250* (0)                 |
| WTA Finals (1)                               |                              |
| Tournament of Champions/WTA Elite Trophy (1) |                              |
| Olimpia (0)                                  |                              |

*2021-től megváltozott a tornák kategóriáinak elnevezése.
|     | Dátum                | Torna                                       | Borítás    | Ellenfél a döntőben  | Döntő eredménye  | Döntő eredménye |
| 1.  | 2009. január 16.     | Moorilla Hobart International, Hobart       | Kemény     | Iveta Benešová       | 7–5, 6–1         |                 |
| 2.  | 2011. január 8.      | Brisbane International, Brisbane            | Kemény     | Andrea Petković      | 6–1, 6–3         |                 |
| 3.  | 2011. február 13.    | Open GDF Suez, Párizs                       | Kemény (f) | Kim Clijsters        | 6–4, 6–3         |                 |
| 4.  | 2011. május 8.       | Mutua Madrid Open, Madrid                   | Salak      | Viktorija Azaranka   | 7–6(3), 6–4      |                 |
| 5.  | 2011. július 2.      | Wimbledon, London                           | Fű         | Marija Sarapova      | 6–3, 6–4         |                 |
| 6.  | 2011. október 16.    | Generali Ladies Linz, Linz                  | Kemény (f) | Dominika Cibulková   | 6–4, 6–1         |                 |
| 7.  | 2011. október 30.    | WTA Tour Championships, Isztambul           | Kemény (f) | Viktorija Azaranka   | 7–5, 4–6, 6–3    |                 |
| 8.  | 2012. augusztus 12.  | Rogers Cup, Montréal                        | Kemény     | Li Na                | 7–5, 2–6, 6–3    | (részletek)     |
| 9.  | 2012. augusztus 25.  | New Haven Open, New Haven                   | Kemény     | Marija Kirilenko     | 7–6(9), 7–5      | (részletek)     |
| 10. | 2013. február 23.    | Dubai Duty Free Tennis Championships, Dubaj | Kemény     | Sara Errani          | 6–2, 1–6, 6–1    |                 |
| 11. | 2013. szeptember 28. | Toray Pan Pacific Open Tokió                | Kemény     | Angelique Kerber     | 6–2, 0–6, 6–3    |                 |
| 12. | 2014. július 5.      | Wimbledon, London                           | Fű         | Eugenie Bouchard     | 6–3, 6–0         |                 |
| 13. | 2014. augusztus 23.  | Connecticut Open New Haven                  | Kemény     | Magdaléna Rybáriková | 6–4, 6–2         |                 |
| 14. | 2014. szeptember 27. | Dongfeng Motor Wuhan Open Wuhan             | Kemény     | Eugenie Bouchard     | 6–3, 6–4         |                 |
| 15. | 2015. január 16.     | Apia International Sydney Sydney            | Kemény     | Karolína Plíšková    | 7:6(5), 7:6(6)   |                 |
| 16. | 2015. május 9.       | Mutua Madrid Open, Madrid                   | Salak      | Szvetlana Kuznyecova | 6–1, 6–2         |                 |
| 17. | 2015. augusztus 29.  | Connecticut Open New Haven                  | Kemény     | Lucie Šafářová       | 6–7(6), 6–2, 6–2 |                 |
| 18. | 2016. október 1.     | Wuhan Open Vuhan                            | Kemény     | Dominika Cibulková   | 6–1, 6–1         |                 |
| 19. | 2016. november 6.    | WTA Elite Trophy Csuhaj                     | Kemény (f) | Elina Szvitolina     | 6–4, 6–2         | részletek       |
| 20. | 2017. június 25.     | AEGON Classic Birmingham                    | Fű         | Ashleigh Barty       | 4–6, 6–3, 6–2    |                 |
| 21. | 2018. február 4.     | Ladies Neva Cup Szentpétervár               | Kemény (f) | Kristina Mladenovic  | 6–1, 6–2         |                 |
| 22. | 2018. február 18.    | Qatar Total Open Doha                       | Kemény     | Garbiñe Muguruza     | 3–6, 6–3, 6–4    |                 |
| 23. | 2018. május 5.       | Sparta Prague Open Prága                    | Salak      | Mihaela Buzărnescu   | 4–6, 6–2, 6–3    |                 |
| 24. | 2018. május 12.      | Mutua Madrid Open Madrid                    | Salak      | Kiki Bertens         | 7–6(6), 4–6, 6–3 |                 |
| 25. | 2018. június 24.     | Birmingham Classic Birmingham               | Fű         | Magdaléna Rybáriková | 4–6, 6–1, 6–2    |                 |
| 26. | 2019. január 12.     | Apia International Sydney Sydney            | Kemény     | Ashleigh Barty       | 1–6, 7–5, 7–6(3) |                 |
| 27. | 2019. április 28.    | Porsche Tennis Grand Prix Stuttgart         | Salak (f)  | Anett Kontaveit      | 6–3, 7–6(2)      |                 |
| 28. | 2021. március 6.     | Qatar Total Open Doha                       | Kemény     | Garbiñe Muguruza     | 6–2, 6–1         |                 |
| 29. | 2022. június 25.     | Eastbourne International Eastbourne         | Fű         | Jeļena Ostapenko     | 6–3, 6–2         |                 |
| 30. | 2023. április 9.     | Miami Open Miami                            | Kemény     | Jelena Ribakina      | 7–6(14), 6–2     |                 |
| 31. | 2023. június 25.     | German Open Berlin                          | Fű         | Donna Vekić          | 6–2, 7–6(6)      |                 |

#### Elveszített döntői (11)
|     | Dátum               | Torna                                       | Borítás    | Ellenfél a döntőben | Döntő eredménye  |
| 1.  | 2009. október 18.   | Generali Ladies Linz, Linz                  | Kemény (f) | Yanina Wickmayer    | 3–6, 4–6         |
| 2.  | 2011. június 18.    | AEGON International, Eastbourne             | Fű         | Marion Bartoli      | 1–6, 6–4, 5–7    |
| 3.  | 2013. április 14.   | Katowice Open, Katowice                     | Salak (f)  | Roberta Vinci       | 6–7(2), 1–6      |
| 4.  | 2013. augusztus 24. | Connecticut Open, New Haven                 | Kemény     | Simona Halep        | 2–6, 2–6         |
| 5.  | 2014. október 5.    | China Open, Peking                          | Kemény     | Marija Sarapova     | 4–6, 6–2, 3–6    |
| 6.  | 2015. november 1.   | WTA Finals, Szingapúr                       | Kemény (f) | Agnieszka Radwańska | 2–6, 6–4, 3–6    |
| 7.  | 2016. október 22.   | BGL Luxembourg Open, Luxemburg              | Kemény (f) | Monica Niculescu    | 4–6, 0–6         |
| 8.  | 2019. január 26.    | Australian Open, Melbourne                  | Kemény     | Ószaka Naomi        | 6–7(2), 7–5, 4–6 |
| 9.  | 2019. február 25.   | Dubai Duty Free Tennis Championships, Dubaj | Kemény     | Belinda Bencic      | 6–3, 1–6, 1–6    |
| 10. | 2020. február 29.   | Qatar Total Open, Doha                      | Kemény     | Arina Szabalenka    | 3–6, 3–6         |
| 11. | 2022. augusztus 21. | Cincinnati Open, Mason                      | Kemény     | Caroline Garcia     | 2–6, 4–6         |

## Statisztikák
|                        | 2006 | 2007  | 2008  | 2009  | 2010  | 2011  | 2012  | 2013  | 2014  | 2015  | 2016  | 2017  | 2018  | 2019  | 2020 | 2021  | 2022  | Karrier* |
| ---------------------- | ---- | ----- | ----- | ----- | ----- | ----- | ----- | ----- | ----- | ----- | ----- | ----- | ----- | ----- | ---- | ----- | ----- | -------- |
| Kemény pálya           | 5–1  | 30–8  | 25–12 | 18–15 | 17–17 | 36–10 | 29–10 | 36–15 | 29–12 | 25–13 | 36–16 | 11–8  | 26–13 | 26–13 | 15–5 | 18–11 | 19–13 | 401–192  |
| Füves pálya            | 0–0  | 0–0   | 0–2   | 0–1   | 5–2   | 11–1  | 7–3   | 4–2   | 9–0   | 2–1   | 3–3   | 6–1   | 6–1   | 3–1   | 0–0  | 3–2   | 7–2   | 66–22    |
| Szőnyegborítás         | 0–0  | 7–0   | 4–2   | 2–0   | 0–0   | 0–0   | 0–0   | 0–0   | 0–0   | 0–0   | 0–0   | 0–0   | 0–0   | 0–0   | 0–0  | 0–0   | 0–0   | 13–2     |
| Salakos pálya          | 10–2 | 4–4   | 8–5   | 3–5   | 3–5   | 13–2  | 10–4  | 11–6  | 5–4   | 11–3  | 7–4   | 1–1   | 15–3  | 8–2   | 5–1  | 8–4   | 1–4   | 123–59   |
| Nyert-vesztett meccsek | 15–3 | 41–12 | 37–21 | 23–21 | 25–24 | 60–13 | 46–17 | 51–23 | 43–16 | 38–17 | 46–23 | 18–10 | 47–17 | 37–16 | 20–6 | 29–17 | 27–19 | 603–275  |
| Tornagyőzelem          | 2    | 4     | 1     | 1     | 0     | 6     | 2     | 2     | 3     | 3     | 2     | 1     | 5     | 2     | 0    | 1     | 1     | 36       |

* 2023. január 21-én

### Pénzdíjak
| Év        | GS-győzelem | WTA-győzelem | Megnyert tornák | Pénzdíjazás (US $) |       |
| --------- | ----------- | ------------ | --------------- | ------------------ | ----- |
| 2006–2007 | 0           | 0            | 0               | 41 371             | n.a.  |
| 2008      | 0           | 0            | 0               | 218 750            | 84.   |
| 2009      | 0           | 1            | 1               | 259 301            | 77.   |
| 2010      | 0           | 0            | 0               | 647 508            | 32.   |
| 2011      | 1           | 5            | 6               | 5 145 943          | 1.    |
| 2012      | 0           | 2            | 2               | 2 732 875          | 6.    |
| 2013      | 0           | 2            | 2               | 2 853 474          | 8.    |
| 2014      | 1           | 2            | 3               | 5 203 236          | 3.    |
| 2015      | 0           | 3            | 3               | 3 288 722          | 7.\|  |
| 2016      | 0           | 2            | 2               | 2 500 516          | 9.\|  |
| 2017      | 0           | 1            | 1               | 1 149 122          | 33.\| |
| 2018      | 0           | 5            | 5               | 3 301 389          | 9.    |
| 2019      | 0           | 2            | 2               | 3 724 430          | 10.   |
| 2020      | 0           | 0            | 0               | 1 505 967          | 7.    |
| 2021      | 0           | 1            | 1               | 847 988            | 37.   |
| 2022      | 0           | 1            | 1               | 1 343 059          | 25.   |
| Karrier*  | 2           | 27           | 29              | 34 945 301         | 6.    |

*2023. január 21-ei állapot.

## Év végi világranglista-helyezései
| Év       | 2006 | 2007 | 2008 | 2009 | 2010 | 2011 | 2012 | 2013 | 2014 | 2015 | 2016 | 2017 | 2018 | 2019 | 2020 | 2021 | 2022 | 2023 | 2024 |
| Helyezés | 773. | 157. | 44.  | 62.  | 34.  | 2.   | 8.   | 6.   | 4.   | 6.   | 11.  | 29.  | 7.   | 7.   | 8.   | 17.  | 16.  | 14.  | –    |

## Díjai, elismerései
- Az év felfedezettje (2010, WTA)[41]
- Az év teniszezőnője (2011, ITF)[29]
- Az év játékosa (2011, WTA)[28]
- Az év legtöbbet fejlődő játékosa (2011, WTA)[28]
- A legsportszerűbb játékos Karen Krantzcke díja (2011 és 2014–2019, WTA)[28][42][43][44]
- A legnagyobb áttörést elérő játékos szurkolói díja (2011, WTA)[28]
- Az év cseh sportolója (2011)[45]